# Louise Rasmussen
Pour les articles homonymes, voir Rasmussen.
Louise Christine Rasmussen, comtesse von Danner, née le 21 avril 1815 à Copenhague et morte le 6 mars 1874 à Gênes, est l'épouse morganatique du roi Frédéric VII de Danemark.

## Biographie
Louise Rasmussen est la fille née hors mariage de G. L. Koppen et de Juliane Caroline Rasmussen. Elle épouse Frédéric VII de Danemark (dont elle est la troisième épouse) le 7 août 1850 à Frederiksborg. Cette union étant un mariage morganatique, elle n'a pas le droit au titre de reine. En effet elle était roturière, actrice et danseuse de ballet au Théâtre royal danois et au Ballet royal danois, à Copenhague, de 1830 à 1842. À cette époque, elle eut un fils avec Carl Berling, un imprimeur. C'est ce dernier qui lui fit connaître le prince héritier. 
Elle fut élevée au rang de comtesse von Danner, mais fut toujours boudée par l'aristocratie danoise.

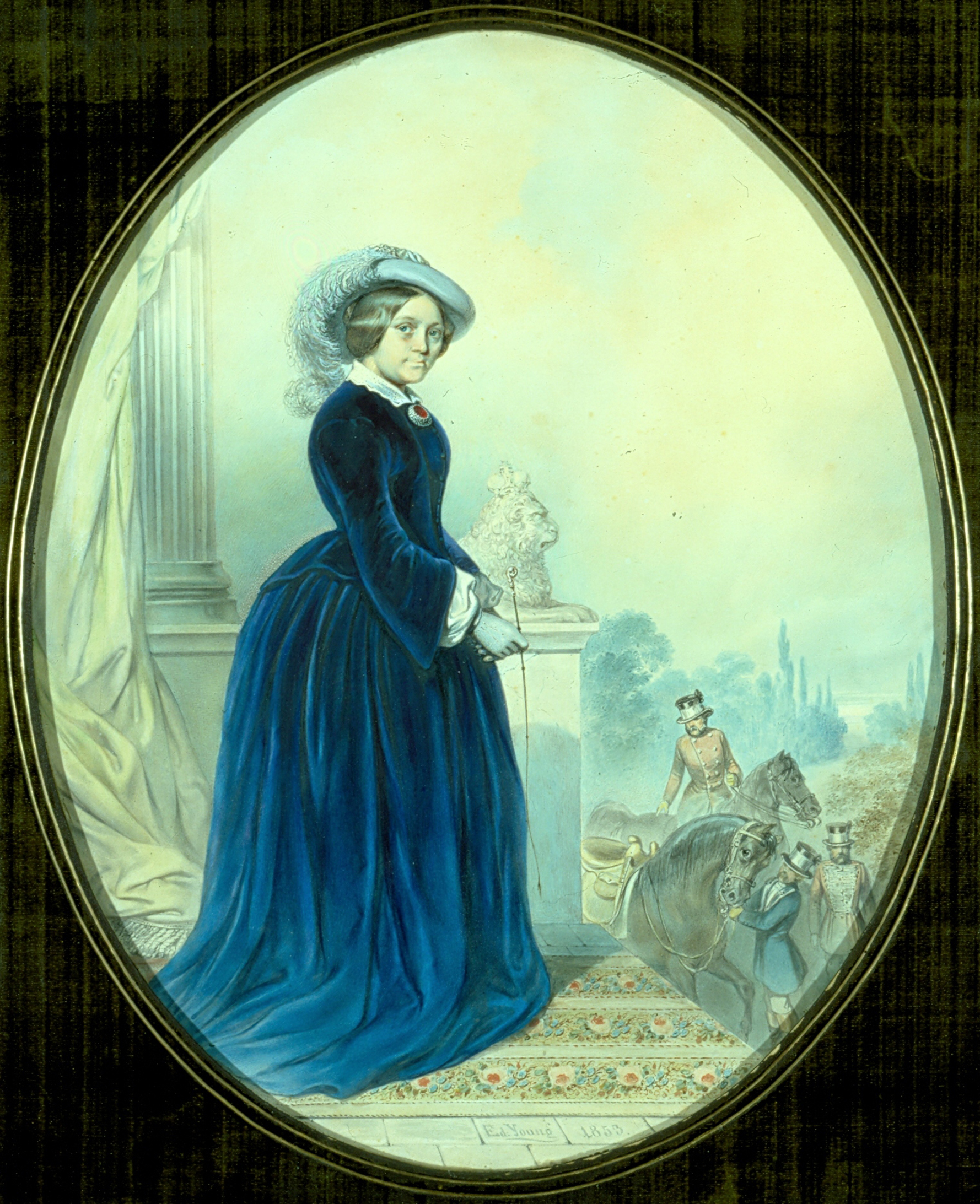
La comtesse Danner par Edward Young (1853).

De son union avec le roi Frédéric, elle donna naissance à une fille en 1851 dont la filiation fut tenue secrète avec la complicité de la famille royale britannique.
Après la mort du roi Frédéric, elle se retire à Cannes, en France, à la tête d'une importante fortune.